# دادلی مور
دادلی استوارت جان مور (انگلیسی: Dudley Stuart John Moore؛ زاده ۱۹ آوریل ۱۹۳۵ درگذشته ۲۷ مارس ۲۰۰۲) یک بازیگر، کمدین، نوازنده اهل انگلیس بود. وی بین سال‌های ۱۹۶۱ تا ۲۰۰۲ میلادی فعالیت می‌کرد.

## گزیده فیلم‌شناسی
فهرست برخی از فیلم‌هایی که دادلی مور در آنها به ایفای نقش پرداخته‌است:
- میکی و ماد
- بازی بد
- ۱۰
- حقه‌بازی
- سگ باسکرویل
- ماجراهای آلیس در سرزمین عجایب (صداپیشه)
- آرتور
- بهترین دفاع
- مردم دیوانه
- مثل پدر مثل پسر
- مسحور